# Bernard Lüdtke
Bernard Lüdtke (ur. 1909, zm. ?) – zbrodniarz hitlerowski, członek załogi obozu koncentracyjnego Stutthof i SS-Rottenführer. 
Członek SS, który w czasie II wojny światowej pełnił służbę w obozie w Stutthofie. Lüdtke brał tu udział w masowych mordach (przez rozstrzeliwanie, gazowanie czy mordowanie za pomocą zastrzyków z fenolu) na więźniach żydowskich, polskich partyzantach i radzieckich jeńcach wojennych.  
W 1964 odbył się przed zachodnioniemieckim Sądem w Tybindze proces Bernarda Lüdtke i dwóch innych członków załogi Stutthofu (Otto Haupta i Otto Knotta). 22 grudnia 1964 został skazany za swoje zbrodnie na 6 lat pozbawienia wolności.